# 吸血鬼：諾斯費拉圖
《吸血鬼：諾斯費拉圖》（英語：Nosferatu）是一部2024年美國哥德恐怖片，由羅柏·艾格斯編導，比爾·史柯斯嘉、尼可拉斯·霍特、莉莉-蘿絲·戴普、亞倫·強森、艾瑪·科林以及威廉·達佛主演。該片是繼《諾斯費拉圖：夜晚的幽靈》（1979年）和《諾斯費拉圖：恐怖交響曲》（Nosferatu: A Symphony of Horror，2023年）後第三部重拍《不死殭屍—恐慄交響曲》（1922年）的電影。
《吸血鬼：諾斯費拉圖》由焦點影業排定2024年12月25日於美國上映。

## 剧情
19世纪30年代初，年幼的艾伦因孤寂难耐，祈求超自然力量降临，以慰藉内心的空虚。她的呼唤唤醒了一个神秘的生物，而这个生物要求她立下永世效忠的誓约。
数年后，1838年的寒冬，艾伦已为人妻，与丈夫托马斯·胡特一同居住在巴伐利亞王國的维斯堡小镇。为确保生计无忧，托马斯受雇主克诺克先生之托，将破败的格吕内瓦尔德庄园出售给隐居的奥尔洛克伯爵。艾伦因饱受梦魇困扰，梦中自己竟与死神结为连理，且为梦境中获得的愉悦而心神不宁，她恳求托马斯留下。托马斯遂将妻子托付给富有的朋友弗里德里希·哈丁，及其怀有身孕的妻子安娜，以及他们年幼的两个女儿照看。
托马斯抵达奧地利帝國特兰西瓦尼亚的喀尔巴阡山脉后，当地的村民因他与奥尔洛克有所往来而对他避之不及。当晚，他目睹一群罗姆人掘出一具据称是吸血鬼的尸体，并将其钉在木桩之上，而那尸体竟吐出了鲜血。次日清晨，托马斯发现整个村庄，连同他的马匹都已消失得无影无踪。他只得徒步前行，一辆无人驾驶的马车忽然出现，将他带往伯爵的城堡。
托马斯会见了举止怪异、令人心生畏惧的奥尔洛克，并被迫立即完成房屋交易。晚餐时，托马斯不慎划破手指，随即陷入昏迷，醒来后发现胸口留下了咬痕。奥尔洛克盗走了托马斯珍藏的艾伦发丝的项链，并强迫他签署一份以神秘文字书写的文件。托马斯身体日渐虚弱，不久后发现奥尔洛克竟栖身于棺材之中。他试图以木桩刺杀，却反被惊醒的奥尔洛克再次吸食血液。托马斯逃脱了奥尔洛克的狼群，并在附近教堂的东正教修女的照料下恢复了健康。与此同时，奥尔洛克带着传播瘟疫的老鼠乘船驶向维斯堡，沿途将船员尽数屠戮。
在维斯堡，艾伦饱受梦游和癫痫的折磨，她的医生威廉·西弗斯为此费尽心力。西弗斯找到了他昔日的导师，因其信仰神秘主义而备受排斥的科学家阿尔宾·埃伯哈特·冯·弗朗兹，向他寻求帮助。冯·弗朗兹认为艾伦受到了诺斯费拉图的诅咒，这是一种散播瘟疫的恶魔吸血鬼。与此同时，克诺克因杀死并生食绵羊而被关入了精神病院。西弗斯和冯·弗朗兹搜查了克诺克的办公室，认定他是诺斯费拉图，即奥尔洛克伯爵的仆人。
当奥尔洛克所带来的瘟疫开始在维斯堡肆虐之时，托马斯回到了小镇。克诺克杀害了一名看守并逃脱了监管，护送着他的主人前往格吕内瓦尔德庄园。奥尔洛克现身于艾伦面前，坦言自己无法爱，但她的誓约已将两人的命运紧紧相连，让他渴望无休止地占有她。他欺骗托马斯签署的文件被证实是为了解除他们的婚姻。他警告艾伦，她必须在三个夜晚之内顺从他，否则他将杀死托马斯，并让瘟疫吞噬整个维斯堡。艾伦向托马斯坦白她与奥尔洛克的过往，并在癫痫发作之后，与托马斯发生了关系，用以羞辱奧爾洛克；奥尔洛克见此情景，为泄私愤，残忍地杀害了安娜和她的孩子们。悲痛欲绝的弗里德里希在与安娜的尸体一同躺卧时，死于瘟疫。
冯·弗朗兹的神秘学研究表明，唯有纯洁少女心甘情愿的牺牲，方可摧毁诺斯费拉图。艾伦深知自己是唯一能阻止瘟疫的人，遂与冯·弗朗兹密谋，引开托马斯的注意力，使其无从阻止她。托马斯、冯·弗朗兹和西弗斯一同前往格吕内瓦尔德庄园，意外杀死了睡在奥尔洛克棺材里的克诺克。托马斯意识到冯·弗朗兹的用意，急忙赶回去拯救艾伦，而冯·弗朗兹则摧毁了棺材。艾伦将奥尔洛克召至卧室，再次对他宣誓效忠，并以献血的方式分散他的注意力，直至旭日东升，阳光终于将他杀死。托马斯回到艾伦身边，紧握她的手，直至她咽下最后一口气。冯·弗朗兹证实，她的牺牲已经让人们摆脱了诺斯费拉图所带来的瘟疫。

## 演員
- 比爾·史柯斯嘉飾演奧洛克伯爵（英语：Count Orlok）
- 尼可拉斯·霍特飾演湯瑪斯·哈特（英语：Thomas Hutter）
- 莉莉-蘿絲·戴普飾演艾倫·哈特（Ellen Hutter）
- 亞倫·強森飾演弗雷德里希·哈定（Friedrich Harding）
- 艾瑪·科林飾演安娜·哈定（Anna Harding）
- 威廉·達佛飾演阿爾賓·埃伯哈特·馮·弗朗茨教授（Professor Albin Eberhart Von Franz）
- 賽門·麥克伯尼飾演諾克先生（Herr Knock）
- 拉爾夫·尹愛森飾演威廉·西弗斯醫生（Dr. Wilhelm Sievers）

## 製作
2015年7月，宣布Studio 8將重拍《不死殭屍—恐慄交響曲》，由羅柏·艾格斯編導。2022年3月，據透露哈利·史泰爾斯原定將出演未公布的角色，但最終因檔期衝突而退出。9月，比爾·史柯斯嘉和莉莉-蘿絲·戴普為出演電影進行洽談。10月，尼可拉斯·霍特為出演進行談判。2023年1月，史柯斯嘉、蘿絲·戴普和霍特三人均確認出演，而威廉·達佛參演，後者曾於2000年電影《我和殭屍有份合約》飾演麥克斯·希瑞克（扮演奧洛克伯爵的演員）。2月，艾瑪·科林、亞倫·強森、賽門·麥克伯尼和拉爾夫·尹愛森參演。
該片於2023年2月20日在捷克展開主要拍攝，部分場景於羅馬尼亞進行拍攝，並於2023年5月19日殺青。

## 發行
《吸血鬼：諾斯費拉圖》由焦點影業排定2024年12月25日於美國上映。

## 迴響

### 評價
爛番茄根據344條評論，本片獲得84%的新鮮度，平均得分8／10，觀眾的好評度為73%，平均得分3.7／5。在Metacritic上，本片獲得78分。

## 外部連結
- 官方网站
- 互联网电影数据库（IMDb）上《吸血鬼：諾斯費拉圖》的资料（英文）
- Metacritic上《吸血鬼：諾斯費拉圖》的資料（英文）
- 爛番茄上《吸血鬼：諾斯費拉圖》的資料（英文）
- Box Office Mojo上《吸血鬼：諾斯費拉圖》的資料（英文）
- 開眼電影網上《吸血鬼：諾斯費拉圖》的資料（繁體中文）
- 豆瓣电影上《吸血鬼：諾斯費拉圖》的資料 （简体中文）